# Polysyncraton asterix
Polysyncraton asterix is een zakpijpensoort uit de familie van de Didemnidae. De wetenschappelijke naam van de soort werd in 1974 voor het eerst geldig gepubliceerd door Françoise Monniot.